# Harbutovice
Harbutovice (polsky Harbutowice, německy Harbutowitz) jsou vesnice v jižním Polsku ve Slezském vojvodství v okrese Těšín v gmině Skočov. Leží na území Těšínského Slezska mezi Skočovem a Ustroní u ústí Brennice do Visly. Ke dni 25. 3. 2016 zde žilo 883 obyvatel. Rozloha obce činí 1,77 km², čímž se jedná o vůbec nejmenší obec na celém Těšínsku.
Harbutovice protínají dvě důležité dopravní tepny – směrem sever–jih státní silnice č. 81 spojující Katovice s Vislou a směrem východ–západ rychlostní silnice S52 Bílsko-Bělá – Těšín, jejímž pokračováním je česká dálnice D48. Na katastru vesnice se nachází dopravní uzel Skoczów – čtyřlístková mimoúrovňová křižovatka zprovozněná v roce 2007.
Z Harbutovic pochází polský grafik Karol Śliwka (* 1932).